# Pseudosieversia
Pseudosieversia is een kevergeslacht uit de familie van de boktorren (Cerambycidae). De wetenschappelijke naam van het geslacht werd voor het eerst geldig gepubliceerd in 1902 door Pic.

## Soorten
Pseudosieversia omvat de volgende soorten:
- Pseudosieversia amanoi Hayashi, 1971
- Pseudosieversia europaea Vitali, 2004
- Pseudosieversia japonica (Ohbayashi, 1937)
- Pseudosieversia rufa (Kraatz, 1879)
- Pseudosieversia shikokensis Hayashi, 1959